# 秋元忠朝
秋元 忠朝（あきもと ただとも）は、江戸時代前期の旗本。官位は従五位下・隼人正。

## 略歴
谷村藩主・秋元泰朝の次男として誕生した。
寛永11年（1634年）7月の徳川家光上洛に同行。寛永12年（1635年）9月3日より御傍に近侍する。寛永15年（1638年）12月30日、従五位下・隼人正に叙任される。寛永17年（1640年）4月10日に相模国高座郡で1000石を、正保元年（1644年）4月26日には上総国天羽郡・望陀郡で更に3000石を与えられ、4000石を領し、御側に准ぜられる。
慶安3年（1650年）9月28日に33歳で死去。法名は英長院殿性盛元心大居士。甲斐国谷村の泰安寺に葬られた後、群馬県前橋市の光巌寺に改葬された。

## 系譜
- 父：秋元泰朝（1580年 - 1642年）
- 母：大河内秀綱の娘
- 正室：久満 - 松平信綱の三女
- 生母不明の子女
  - 男子：右馬允
  - 女子：秋元富朝養女 - 上田重則室
  - 男子：秋元時朝
  - 女子：秋元喬知正室
  - 男子：秋元成朝